# George Ashfield
George Ashfield (7 tháng 4 năm 1934 – tháng 3 năm 1985) là một cầu thủ bóng đá người Anh.
Ashfield bắt đầu sự nghiệp với Stockport County mà không ra sân trận nào ở giải vô địch trước khi thi đấu 14 trận ở Football League cho Aston Villa và câu lạc bộ tại Division Four Chester cuối thập niên 1950. Sau khi rời Chester ông xuống chơi bóng đá non-league với Rhyl.